# Albert Widmann
Albert Widmann (* 8. Juni 1912 in Stuttgart; † 24. Dezember 1986 in Stuttgart-Stammheim) war ein deutscher Chemiker. Er war Mitarbeiter im Kriminaltechnischen Institut der Sicherheitspolizei (KTI), zur Zeit des Nationalsozialismus SS-Sturmbannführer und Leiter des Referats für Chemie und Biologie im Reichssicherheitshauptamt (RSHA). Für NS-Krankenmorde entwickelte er die Vergasung mit CO-Gas und erprobte 1941 für die Einsatzgruppen der Sicherheitspolizei und des SD im Generalbezirk Weißruthenien die Tötung von Menschen mit Sprengstoff und Gas.

## Herkunft und Studium
Der Sohn eines Lokomotivführers studierte Chemie an der Technischen Hochschule Stuttgart und trat als Student 1931 dem Stuttgarter Wingolf bei. Nach seinem Studium arbeitete er anschließend an der TH Stuttgart als wissenschaftlicher Assistent im Organisch-Pharmazeutischen Institut. Im September 1938 promovierte Widmann zum Dr.-Ing.
Schon als Student war Widmann dem Nationalsozialistischen Kraftfahrkorps beigetreten. Zum 1. Mai 1937 wurde er Mitglied der NSDAP (Mitgliedsnummer 5.454.700).

## Im Kriminaltechnischen Institut
Der Leiter des Kriminaltechnischen Instituts der Sicherheitspolizei (KTI) im Reichskriminalpolizeiamt (RKPA) Walter Heeß holte Widmann zur Aufklärung eines Sprengstoffunglücks nach Berlin. Heeß hatte ebenfalls an der Technischen Hochschule Stuttgart studiert, war dem Organisch-Pharmazeutischen Institut nach wie vor verbunden und war Bundesbruder von Widmann im Stuttgarter Wingolfsbund. Er kannte daher Widmann und stellte ihn nach dessen Bewährung ab dem 1. September 1938 als wissenschaftlichen Mitarbeiter für das Fachgebiet Chemie im KTI ein. Nach seinem Antritt dort, wurde Widmann im Rang eines SS-Untersturmführers in die SS aufgenommen. Ein Jahr später wurde das Reichskriminalhauptamt mitsamt dem KTI im September 1939 ins Reichssicherheitshauptamt integriert. Das KTI wurde als Amt V zu einem Amt des Sicherheitshauptamtes. Zuletzt war Widmann Referatsleiter des Referates V D 2 (Chemie und Biologie) im KTI.

## Mitarbeit bei der „Euthanasie“-Aktion
Widmann wurde nach eigener Aussage vom Leiter des Reichskriminalpolizeiamtes Arthur Nebe beauftragt, Gift für die „Euthanasie-Aktion“ zu beschaffen und mit der Kanzlei des Führers zusammenzuarbeiten, die intern die Aktion führte und steuerte, die nach dem Krieg die Bezeichnung Aktion T4 erhielt.
Im Urteil des Landgerichts Stuttgart heißt es dazu:

„Bereits im Planungsstadium informierte Nebe […] den Angeklagten darüber, dass die Euthanasie beschlossene Sache sei, und dass das KTI hierbei eine beratende Funktion zu übernehmen habe. Die Fragen des Angeklagten, ob Menschen oder Tiere getötet werden sollten, tat Nebe mit dem Hinweis ab, dass weder Menschen noch Tiere, sondern ‚Tiere in Menschengestalt‘ getötet würden. Auf Frage des Angeklagten wies Nebe darauf hin, dass ihn (den Angeklagten) keine Verantwortung treffe und dass das Ganze durch ein Gesetz legalisiert werde. Kurz darauf wurde der Angeklagte zur Kanzlei des Führers bestellt und dort von Brack [Oberdienstleiter Viktor Brack, Leiter des Hauptamtes II der Kanzlei des Führers, d.V.], wahrscheinlich im Beisein von Dr. Hefelmann, von Hegener und Nebe, in das Euthanasieprogramm eingeweiht und um seinen Rat als Chemiker hinsichtlich der in Betracht kommenden Mittel und deren tödliche Dosis angegangen.
Zur Debatte standen u. a. Morphium, Scopolamin, Blausäure und CO-Gas. Da sich der Angeklagte früher bereits mit einem Fall von CO-Vergiftung hinsichtlich Wirkung und Nachweisbarkeit eingehend beschäftigt und darüber einen Bericht, der an sämtliche kriminaltechnischen Institute im Reich gehen sollte, verfaßt hatte, schlug er schließlich – möglicherweise nach entsprechenden Versuchen an Tieren im KTI – Brack die Verwendung von reinem CO-Gas zur Tötung der vorgesehenen Geisteskranken vor. Zur praktischen Durchführung riet er, das Gas nachts in die Krankensäle einzuleiten und so die betreffenden Geisteskranken einzuschläfern.
Bei einer weiteren Besprechung bei Brack in der Kanzlei des Führers wurde der Angeklagte, was ihm schon Nebe angedeutet hatte, beauftragt aus Tarnungsgründen die Beschaffung und Lieferung des CO-Gasflaschen durch das KTI zu übernehmen, da derartige Bestellungen, ohne dass Argwohn aufkomme, nicht von einer Parteidienststelle, insbesondere nicht von der Kanzlei des Führers, erfolgen könnten.“

## „Probevergasung“ im Zuchthaus Brandenburg
Widmann war auch beteiligt bei einer ersten „Probevergasung“ von Kranken im Januar 1940 im alten Zuchthaus Brandenburg, an der unter anderem die „Euthanasie“-Beauftragten Hitlers, Karl Brandt und Philipp Bouhler, sowie Leonardo Conti, der für Gesundheitsfragen zuständige Staatssekretär des Reichsministeriums des Innern, teilnahmen. Widmann erteilte den mit der Ausführung vorgesehenen Ärzten Anweisungen. Durch ein Guckloch in der Türe zur Gaskammer konnten sie Wirkung und Dauer des Vergasungsprozesses beobachten.
Von der KTI zur Kanzlei des Führers abgestellt war der Chemiker August Becker. In einer Aussage im Verfahren gegen Werner Heyde, erster T4-Obergutachter, schilderte Becker diesen Vorgang ausführlich. Er hielt fest, dass Eberl und Baumhart über den Vorgang unterrichtet wurden, dass abschließend Viktor Brack und Brandt den Versuch als gelungen bezeichneten und dass Widmann daraufhin die Lieferungen des erforderlichen Kohlenmonoxydgases für die Tötungsanstalten sicherstellte. Das Gas bezog Widmann vom Ludwigshafener Werk der I.G. Farben.
Albert Widmann war auch als Fachmann für den technischen Betrieb der Tötungsanstalten gefragt. Als aus dem Schornstein der NS-Tötungsanstalt Pirna-Sonnenstein 5 m hohe Flammen herausschlugen, konstatierte er: „Was den Schornstein des Krematoriums anging, so habe ich gesagt, dass die hohen Flammen daher rührten, dass zu viele Leichen auf einmal verbrannt worden sein müßten.“
Mit der Zahngold-Verwertung der Opfer in den NS-Tötungsanstalten war ebenfalls Widmann befasst: Er ließ das Zahngold einschmelzen, an die DEGUSSA liefern und führte den Gegenwert der Zentraldienststelle T4 zu.

## Technische Unterstützung der Einsatzgruppen der Sicherheitspolizei und des SD
Für die Aufgaben der Einsatzgruppen der Sicherheitspolizei und des SD zur „Sonderbehandlung“ der potentiellen Gegner; d. h. der Liquidierung der „reichsfeindlichen Elemente“ und aller „rassisch Minderwertigen“, war ebenfalls die Hilfe des KTI gefragt. Reichsführer SS Heinrich Himmler beauftragte, nachdem er persönlich an einer Erschießung von 100 Personen im Ghetto Minsk teilgenommen hatte, Arthur Nebe mit der Suche nach „besseren“ Möglichkeiten, Menschen in großer Zahl zu töten, ohne dass es für die Exekutoren zu psychischen Belastungen käme, die zunehmend die Effizienz ihres Auftrages beeinträchtigten. Nebe schlug Himmler daher bei der anschließenden Besichtigung einer Irrenanstalt vor, deren Insassen nicht zu erschießen, sondern mit Sprengstoff zu töten. Hierzu ließ er Widmann mit Sprengstoff und zwei Metallschläuchen nach Minsk kommen. Nach Rücksprache mit dem Leiter der KTI, Walter Heeß, begab sich Widmann mit 400 kg Sprengstoff nach Russland. Aus den Metallschläuchen sollten die Opfer gegebenenfalls durch Autoabgase getötet werden, da ein Transport der zu diesem Zweck üblichen Kohlenmonoxidgasflaschen nach Russland nicht praktikabel erschien.
In einer Aussage vor dem Untersuchungsrichter I beim Landgericht Düsseldorf am 11. Januar 1960 schilderte Widmann seinen Aufenthalt mit Nebe in Russland zu Beginn des Russlandfeldzuges, seinen Aufenthalt in Irrenanstalten in Minsk und Mogilew und seine Beteiligung an der dortigen Vergasung von Anstaltsinsassen.
Im Urteil vom 15. September 1967 kam das Landgericht Stuttgart teilweise zu einer anderen Einschätzung und Bewertung der Teilnahme Widmanns an den geschilderten Geschehnissen.

## Entwicklung von vergifteter Munition
Im Frühjahr 1944 begann Widmann mit der Entwicklung von Giftgeschossen. Ein im April geplanter Versuch im KTI in der Sensengasse, an dem Kriminellen Bruno Lüdtke vergiftete Munition zu erproben, wozu Widmann mit dem SS-Gruppenführer und Chef des Reichskriminalhauptamtes Arthur Nebe angereist war, scheiterte daran, dass dieser bereits zuvor infolge eines anderen Experiments zu Tode gekommen war. An der Entwicklung von Giftgeschossen zeigte besonders die 1943 neu gebildete Amtsgruppe VI S (Sabotage- und Kommandoaktionen) von Otto Skorzeny großes Interesse. In einem Vermerk vom 11. April 1944 über ein Gespräch mit SS-Hauptsturmführer Faulhaber und der Übergabe von 30 der nach Art. 23 der Haager Landkriegsordnung verbotenen Geschosse beschrieb Widmann die Wirkung so: „Beim Auftreffen des Geschosses auf das Ziel zerplatzt es, reißt große Wunden und verletzt sehr wahrscheinlich eine große Anzahl von Blutgefäßen.“
Das KTI besaß eine Außenstelle im KZ Sachsenhausen, um dort Menschenversuche an Häftlingen vorzunehmen. Zusammen mit Joachim Mrugowsky, dem obersten Hygieniker beim Reichsarzt SS, war Widmann an einem Menschenversuch mit den vergifteten Geschossen an fünf zum Tode verurteilten Männern beteiligt. Drei der Opfer starben erst nach zweistündigen Qualen.
Die Wirksamkeit von Widmanns Entwicklung konnte der neue Chef des RSHA, Ernst Kaltenbrunner, Himmler am 18. Mai 1944 mit dem Bemerken melden: „Versuche mit dem Geschoß haben ergeben, dass ein Mensch auch bei leichter Verwundung eingeht.“

## Nach dem Krieg
Nach Kriegsende wurde Widmann von der US Army für einige Tage interniert und arbeitete danach in einer Lackfabrik. Da er wesentliche Teile seiner Rolle in der NS-Zeit verschwiegen hatte, wurde er im Zuge der Entnazifizierung im Juli 1947 von der Spruchkammer Leonberg als Mitläufer eingestuft und als solcher zu einer Sühneleistung von lediglich 100 RM verurteilt. Er hatte sich bereits zum Chefchemiker emporgearbeitet, als er schließlich im Januar 1959 verhaftet wurde. Vor dem Landgericht Düsseldorf wurde er wegen der Herstellung von Giftmunition und der Durchführung von Menschenversuchen im KZ Sachsenhausen angeklagt. Mit Urteil vom Mai 1961 wurde Widmann wegen Beihilfe zum Mord mit fünf Jahren Zuchthaus belegt. Nach einer Revisionsentscheidung des Bundesgerichtshofes verurteilte das Landgericht Düsseldorf Widmann am 10. Oktober 1962 nach einem erneuten Verfahren zu drei Jahren und sechs Monaten Zuchthaus. Das Urteil wurde rechtskräftig.
Im gleichen Jahr erhob die Staatsanwaltschaft Stuttgart Anklage wegen der Beteiligung Widmanns an den „Euthanasie“-Morden und den Ermordungen von Kranken in Mogilew und Minsk im August 1944. Widmann wurde deshalb vom Landgericht Stuttgart am 15. September 1967 zu sechs Jahren und sechs Monaten Gefängnis verurteilt. Durch Anrechnung der früheren Haftstrafe und der Untersuchungshaft wurde die Strafverbüßung gegen Zahlung von 4000 DM an eine Behinderteneinrichtung ausgesetzt.